# Stir di Giugliano
Lo Stir di Giugliano (STIR è l'acronimo di Stabilimento di Tritovagliatura ed Imballaggio Rifiuti) è un impianto di trattamento dei rifiuti solidi urbani situato a Giugliano in Campania, nella città metropolitana di Napoli.

## Descrizione
Normalmente gli Stir ricevono i rifiuti dai cassonetti per trasformarli in combustibile di rifiuti (CDR) cioè in ecoballe da inviare nei termovalorizzatori, tuttavia da Giugliano non è mai risultato nessun prodotto di qualità tale da essere sversato ad Acerra. Ciò può essere causato in parte a negligenza degli operai, d'altra parte si teme che insieme ai normali rifiuti siano stati trattati anche non ben identificati residui industriali. Questo problema ha determinato in passato l'intervento della magistratura con la chiusura temporanea dell'impianto. La direzione tuttavia ha sempre smentito qualsiasi contaminazione da idrocarburi.
A causa della peculiarità del sistema regionale di gestione dei rifiuti, la sospensione del servizio di Giugliano è stata tale da mandare in tilt l'intero sistema causando nel 2010 due problemi di fondo. Il primo è che i rifiuti sono andati a finire, senza alcun pre-trattamento, direttamente nelle discariche, il secondo è di costringere la direzione a pianificare dei turni straordinari per recuperare il lavoro arretrato, cosa che ha influenzato direttamente i costi di gestione. Ulteriori risorse sono state spese per i lavori di ristrutturazione dopo che alcuni incendi di natura dolosa avevano danneggiato seriamente il fabbricato.

## Prospettive sullo Stir di Giugliano
Attualmente lo Stir di Giugliano può trattare fino a 451 tonnellate di rifiuti solidi urbani al giorno, tuttavia sovente è capitato che superasse tale soglia con gravi ripercussioni sulla tenuta dell'impianto e con il rischio di aumentare i casi di negligenza e imperizia nel trattamento. La produzione eccessiva di CDR che non è immediatamente immessa nei termovalorizzatori, inoltre, crea problemi di congestione nei siti di stoccaggio con la necessità di chiedere aiuto all'estero.
Spesso è capitato che lo Stir rimanesse in attività anche durante i giorni festivi non sempre con felici conseguenze, come purtroppo è successo nel 2010 quando vi fu un incidente sul lavoro che causò il decesso di un operaio.

### Videografia
- Visita allo Stir di Giugliano, su YouTube.